# Crotalus durissus unicolor
Crotalus durissus unicolor är en underart till Crotalus durissus som beskrevs av van Lidth de Jeude 1887. Crotalus durissus unicolor ingår i släktet skallerormar och familjen huggormar.
Underarten förekommer endemisk på södra Aruba, norr om Venezuela.